# Johanneshovsvägen

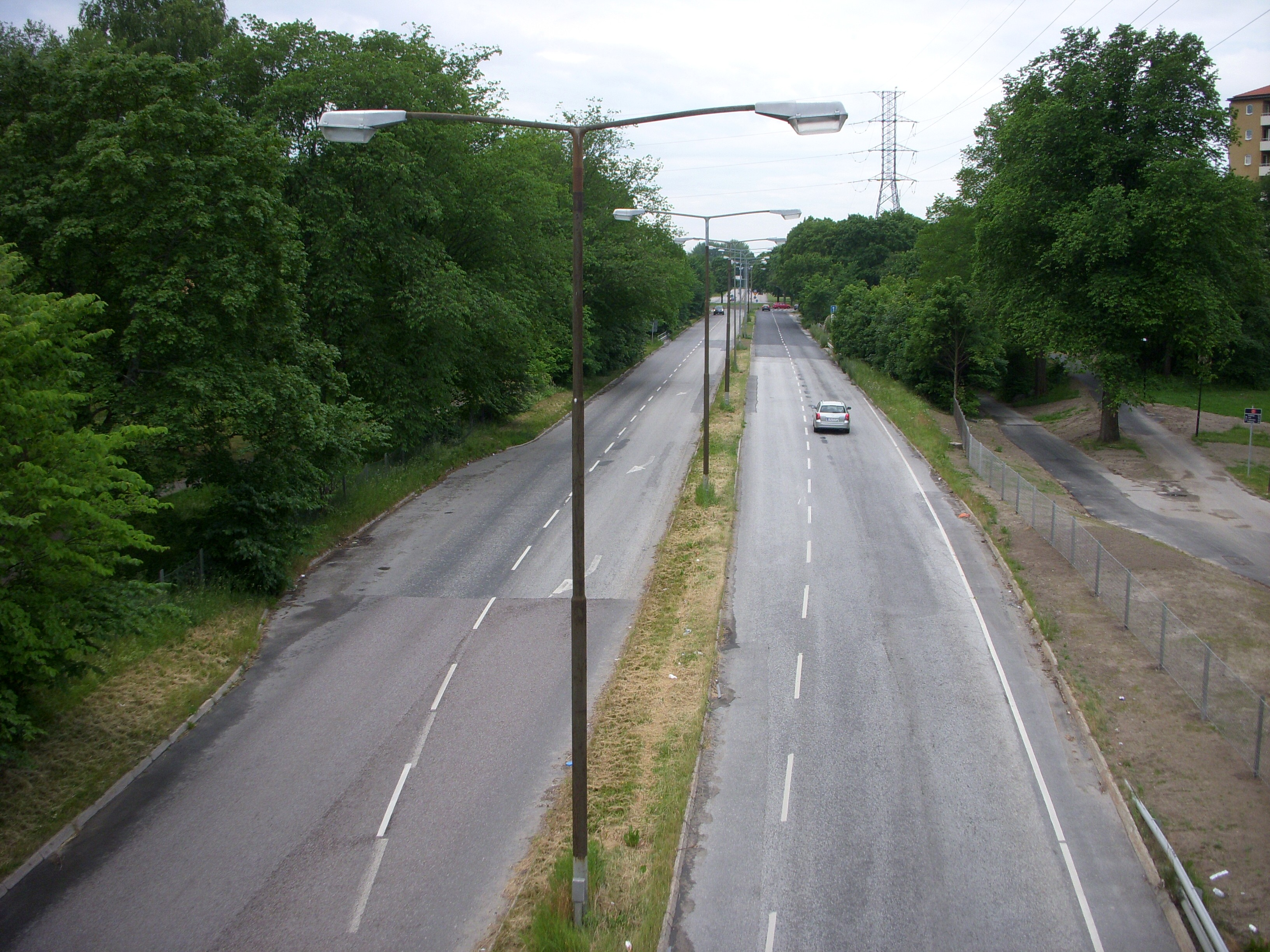
Johanneshovsvägen vy mot syd, 2009

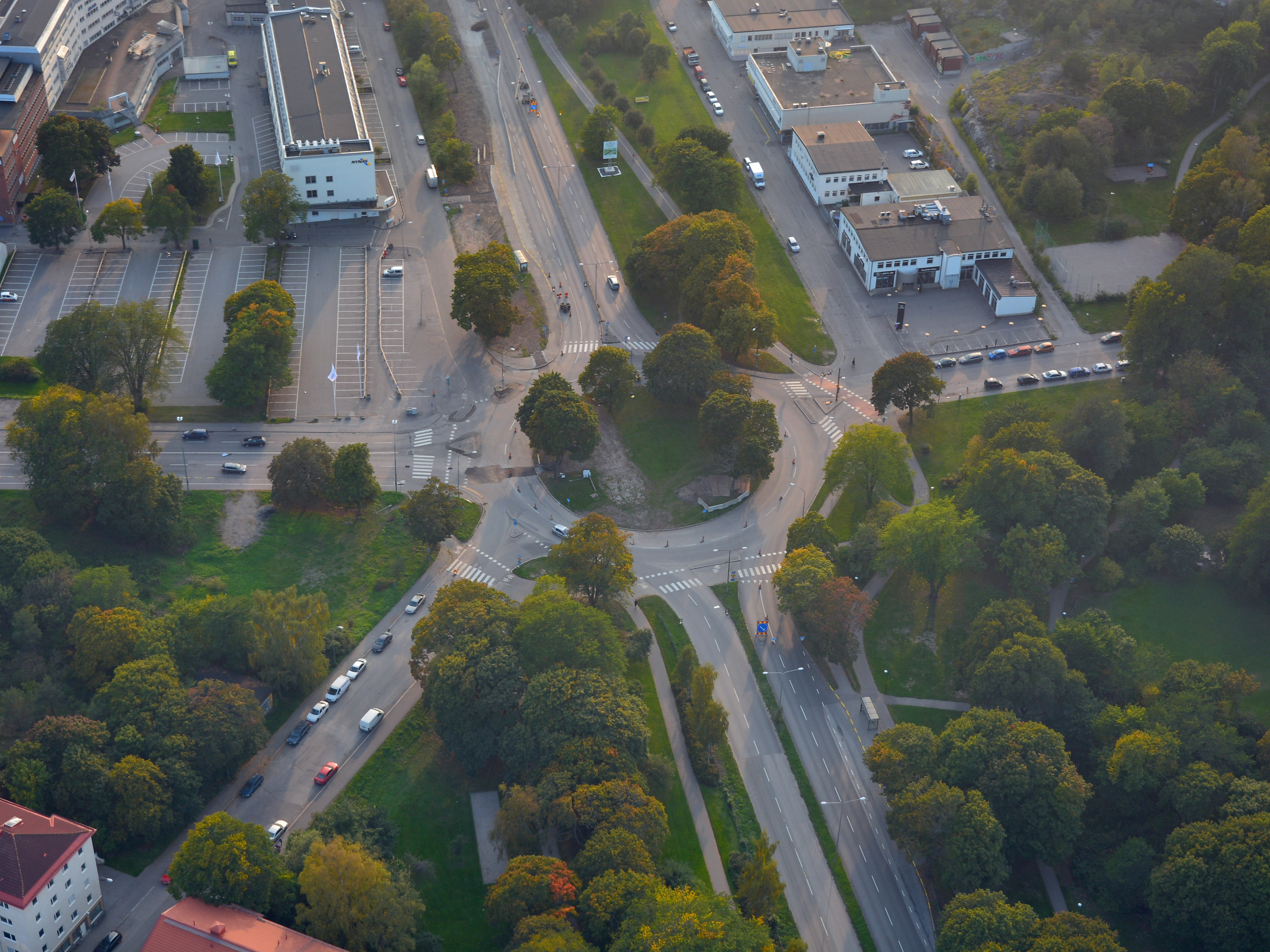
Johanneshovsrondellen där Johanneshovsvägen möter Bolidenvägen (höger), Skagersvägen (vänster) och Skulptörvägen (nedåt vänster).

Johanneshovsvägen är en gata i stadsdelarna Johanneshov, Årsta och Enskede gård i Söderort inom Stockholms kommun. Johanneshovsvägen var fram till öppnandet av Södra länken år 2004 en del av Huddingevägen.
Johanneshovsvägen sträcker sig från Gullmarsplan i norr via cirkulationsplatsen Bolidenplan till Älvkällevägen/Sockenvägen vid nordöstra Årstafältet och är cirka 1700 meter lång. Gatan är utformad som en fyrfältig motortrafikled. Det hänger samman med att dåvarande Huddingevägen byggdes ut som en huvudtrafikled i samband med att stadsdelen Årsta exploaterades under andra världskriget. 
Fram till Södra länkens öppnande år 2004 var denna trafikled en hårdtrafikerad förbindelselänk mellan Huddingevägen och Nynäsvägen. Efter 2004 tog Södra länken över denna uppgift och idag är Johanneshovsvägen en svagt trafikerad gata mellan området kring nordöstra Årstafältet och Gullmarsplan. 
Längs Johanneshovsvägens östra sida sträcker sig Grynkvarnsparken och i denna park kan man se rester av en 1800-talsallé. Det är gamla Huddingevägens sträckning och här gick ännu tidigare Göta landsväg förbi. Vid norra sidan märks Värmdö Gymnasium från 1950 och Enskedehallen från 1967.

## Bebyggelse
En omfattande ny bebyggelse, ingående i projektet Årstastråket, är påbörjat längs med Johanneshovsvägen där vägen samtidigt  byggs om till en stadsgata.